# Nelson Peralta
Nelson Ricardo Esteves Peralta (25 de maio de 1981) é um biólogo, e foi deputado e político português. Foi deputado na Assembleia da República na XIV legislatura pelo Bloco de Esquerda.